# IndyCar Series 2007
De IndyCar Series 2007 was het twaalfde kampioenschap van de IndyCar Series. Het werd gewonnen door Dario Franchitti. Tijdens het seizoen werd de 91e Indianapolis 500 gehouden die eveneens gewonnen werd door Franchitti.

## Races
|    | Datum       | Circuit                         | Winnaar           | Tweede            | Derde             | Pole position     | Snelste ronde     |
| 1  | 24 maart    | Homestead-Miami Speedway        | Dan Wheldon       | Scott Dixon       | Sam Hornish Jr.   | Dan Wheldon       | Dan Wheldon       |
| 2  | 1 april     | Stratencircuit Saint Petersburg | Helio Castroneves | Scott Dixon       | Tony Kanaan       | Helio Castroneves | Marco Andretti    |
| 3  | 21 april    | Twin Ring Motegi                | Tony Kanaan       | Dan Wheldon       | Dario Franchitti  | Helio Castroneves | Helio Castroneves |
| 4  | 29 april    | Kansas Speedway                 | Dan Wheldon       | Dario Franchitti  | Helio Castroneves | Tony Kanaan       | Dan Wheldon       |
| 5  | 27 mei      | Indianapolis Motor Speedway     | Dario Franchitti  | Scott Dixon       | Helio Castroneves | Helio Castroneves | Tony Kanaan       |
| 6  | 3 juni      | Milwaukee Mile                  | Tony Kanaan       | Dario Franchitti  | Dan Wheldon       | Helio Castroneves | Dan Wheldon       |
| 7  | 9 juni      | Texas Motor Speedway            | Sam Hornish Jr.   | Tony Kanaan       | Danica Patrick    | Scott Sharp       | Marco Andretti    |
| 8  | 24 juni     | Iowa Speedway                   | Dario Franchitti  | Marco Andretti    | Scott Sharp       | Scott Dixon       | Helio Castroneves |
| 9  | 30 juni     | Richmond International Raceway  | Dario Franchitti  | Scott Dixon       | Dan Wheldon       | Dario Franchitti  | Dan Wheldon       |
| 10 | 8 juli      | Watkins Glen                    | Scott Dixon       | Sam Hornish Jr.   | Dario Franchitti  | Helio Castroneves | Dario Franchitti  |
| 11 | 15 juli     | Nashville Superspeedway         | Scott Dixon       | Dario Franchitti  | Danica Patrick    | Scott Dixon       | Dan Wheldon       |
| 12 | 22 juli     | Mid-Ohio Sports Car Course      | Scott Dixon       | Dario Franchitti  | Helio Castroneves | Helio Castroneves | Dario Franchitti  |
| 13 | 5 augustus  | Michigan International Speedway | Tony Kanaan       | Marco Andretti    | Scott Sharp       | Dario Franchitti  | Danica Patrick    |
| 14 | 11 augustus | Kentucky Speedway               | Tony Kanaan       | Scott Dixon       | A.J. Foyt IV      | Tony Kanaan       | Dan Wheldon       |
| 15 | 26 augustus | Infineon Raceway                | Scott Dixon       | Helio Castroneves | Dario Franchitti  | Dario Franchitti  | Tony Kanaan       |
| 16 | 2 september | Belle Isle Park                 | Tony Kanaan       | Danica Patrick    | Dan Wheldon       | Helio Castroneves | Dario Franchitti  |
| 17 | 9 september | Chicagoland Speedway            | Dario Franchitti  | Scott Dixon       | Sam Hornish Jr.   | Dario Franchitti  | Hideki Mutoh      |

## Eindrangschikking
| Rank | Rijder            | Ptn |
| ---- | ----------------- | --- |
| 1.   | Dario Franchitti  | 637 |
| 2.   | Scott Dixon       | 624 |
| 3.   | Tony Kanaan       | 576 |
| 4.   | Dan Wheldon       | 466 |
| 5.   | Sam Hornish Jr.   | 465 |
| 6.   | Hélio Castroneves | 446 |
| 7.   | Danica Patrick    | 424 |
| 8.   | Scott Sharp       | 412 |
| 9.   | Buddy Rice        | 360 |
| 10.  | Tomas Scheckter   | 357 |
| 11.  | Marco Andretti    | 350 |
| 12.  | Vitor Meira       | 334 |

| Rank | Rijder           | Ptn |
| ---- | ---------------- | --- |
| 13.  | Darren Manning   | 332 |
| 14.  | A.J. Foyt IV     | 315 |
| 15.  | Ed Carpenter     | 309 |
| 16.  | Kosuke Matsuura  | 303 |
| 17.  | Sarah Fisher     | 275 |
| 18.  | Jeff Simmons     | 201 |
| 19.  | Ryan Hunter-Reay | 119 |
| 20.  | Milka Duno       | 96  |
| 21.  | Marty Roth       | 53  |
| 22.  | Alex Barron      | 41  |
| 23.  | Jon Herb         | 34  |
| 24.  | Ryan Briscoe     | 30  |

| Rank | Rijder           | Ptn |
| ---- | ---------------- | --- |
| 25.  | Hideki Mutoh     | 24  |
| 26.  | Davey Hamilton   | 22  |
| 27.  | Michael Andretti | 17  |
| 28.  | Buddy Lazier     | 12  |
| =    | P.J. Chesson     | 12  |
| =    | Roger Yasukawa   | 12  |
| =    | Richie Hearn     | 12  |
| 32.  | Al Unser Jr.     | 10  |
| =    | Jaques Lazier    | 10  |
| =    | Philip Giebler   | 10  |
| =    | John Andretti    | 10  |
| =    | Roberto Moreno   | 10  |